# Llista de llenguatges de programació
L'objectiu d'aquesta llista de llenguatges de programació és incloure tots els llenguatge de programació notables en l'existència, tant els d'ús actual i les històriques, per ordre alfabètic, a excepció dels dialectes de BASIC i llenguatges de programació esotèrics.
Nota: Els dialectes de BASIC s'han traslladat a Llista dels dialectes de BASIC.
Nota: Aquesta pàgina no mostra una llista Llenguatge de programació esotèric.

## A
| - A# .NET - A# (Axiom) - A-0 System - A+ - A++ - ABAP - ABC - ABC ALGOL - ABLE - ABSET - ABSYS - ACC - Accent - Ace DASL - ACL2 - ACT-III - Action! - ActionScript | - Ada - Adenine - Agda - Agilent VEE - Agora - AIMMS - Alef - ALF - ALGOL 58 - ALGOL 60 - ALGOL 68 - ALGOL W - Alice - Alma-0 - AmbientTalk - Amiga E - AMOS - AMPL | - Apex (Salesforce.com) - APL - App Inventor per Android llenguatge de blocs visuals - AppleScript - Arc - ARexx - Argus - AspectJ - Assembly language - ATS - Ateji PX - AutoHotkey - Autocoder - AutoIt - AutoLISP / Visual LISP - Averest - AWK - Axum |

## B
| - B - Babbage - Bash - BASIC - bc - BCPL - BeanShell | - Batch (Windows/Dos) - Bertrand - BETA - Bigwig - Bistro - BitC - BLISS | - Blue - Boo - Boomerang - Bourne shell (incloent bash i ksh) - BREW - BPEL |

## C
| - C - C-- - C++ - ISO/IEC 14882 - C# - ISO/IEC 23270 - C/AL - Caché ObjectScript - C Shell - Caml - Cayenne - CDuce - Cecil - Cel - Cesil - Ceylon - CFEngine - CFML - Cg - Ch - Chapel - CHAIN - Charity - Charm - Chef | - CHILL - CHIP-8 - chomski - ChucK - CICS - Cilk - CL (IBM) - Claire - Clarion - Clean - Clipper - CLIST - Clojure - CLU - CMS-2 - COBOL - ISO/IEC 1989 - Cobra - CODE - CoffeeScript - Cola - ColdC - ColdFusion - COMAL | - Combined programming language (CPL) - COMIT - Common Intermediate Language (CIL) - Common Lisp (also known as CL) - COMPASS - Component Pascal - Constraint Handling Rules (CHR) - Converge - Cool - Coq - Coral 66 - Corn - CorVision - COWSEL - CPL - csh - CSP - Cryptol - Csound - CUDA - Curl - Curry - Cyclone - Cython |

## D
| - D - DASL (Datapoint's Advanced Systems Language) - DASL (Distributed Application Specification Language) - Dart - DataFlex - Datalog - DATATRIEVE | - dBase - dc - DCL - Deesel (formerly G) - Delphi - DinkC | - DIBOL - Dog - Draco - DRAKON - Dylan - DYNAMO |

## E
| - E - E# - Ease - Easy PL/I - Easy programming language - EASYTRIEVE PLUS - ECMAScript - Edinburgh IMP - EGL - Eiffel - ELAN | - Elixir - Elm - Emacs Lisp - Emerald - Epigram - EPL - Erlang - es - Escapade - Escher - ESPOL | - Esterel - Etoys - Euclid - Euler - Euphoria - EusLisp Robot llenguatge de programació - CMS EXEC (EXEC) - EXEC 2 - Executable UML |

## F
| - F - F# - Factor - Falcon - Fancy - Fantom - FAUST - FFP - Fjölnir - FL | - Flavors - Flex - FLOW-MATIC - FOCAL - FOCUS - FOIL - FORMAC - @Formula - Forth | - Fortran - ISO/IEC 1539 - Fortress - FoxBase - FoxPro - FP - FPr - Franz Lisp - Frege - F-Script |

## G
| - G - Google Apps Script - Game Maker Language - GameMonkey Script - GAMS - GAP - G-code - Genie - GDL | - GJ - GEORGE - GLSL - GNU E - GM - Go - Go! - GOAL - Gödel | - Godiva - GOM (Good Old Mad) - Goo - Gosu - GOTRAN - GPSS - GraphTalk - GRASS - Groovy |

## H
| - Hack (llenguatge de programació) - HAL/S - Hamilton C shell - Harbour - Hartmann pipelines | - Haskell - Haxe - High Level Assembly - HLSL - Hop | - Hope - Hugo - Hume - HyperTalk |

## I
| - IBM Basic assembly language - IBM HAScript - IBM Informix-4GL - IBM RPG - ICI - Icon | - Id - IDL - Idris - IMP - Inform - Io | - Ioke - IPL - IPTSCRAE - ISLISP - ISPF - ISWIM |

## J
| - J - J# - J++ - JADE - Jako - JAL - Janus - JASS | - Java - JavaScript - JCL - JEAN - Join Java - JOSS - Joule | - JOVIAL - Joy - JScript - JScript .NET - JavaFX Script - Julia - Jython |

## K
| - K - Kaleidoscope - Karel - Karel++ - KEE | - Kixtart - Klerer-May System - KIF - Kojo - Kotlin - KRC | - KRL - KRL (KUKA Robot Language) - KRYPTON - ksh |

## L
| - L - L# .NET - LabVIEW - Ladder - Lagoona - LANSA - Lasso - LaTeX - Lava - LC-3 - Leda - Legoscript - LIL | - LilyPond - Limbo - Limnor - LINC - Lingo - Linoleum - LIS - LISA - Lisaac - Lisp - ISO/IEC 13816 - Lite-C - Lithe - Little b | - Logo - Logtalk - LotusScript - LPC - LSE - LSL - LiveCode - LiveScript - Lua - Lucid - Lustre - LYaPAS - Lynx |

## M
| - M2001 - M4 - M# - Machine code - MAD (Michigan Algorithm Decoder) - MAD/I - Magik - Magma - make - Maple - MAPPER ara part de BIS - MARK-IV Ara VISION:BUILDER - Mary - MASM Microsoft Assembly x86 - Mathematica - MATLAB - Maxima (Vegeu també Macsyma) | - Max (Max Msp - Entorn de Programació Gràfica) - MaxScript llenguatge intern 3D Studio Max - Maya (MEL) - MDL - Mercury - Mesa - Metacard - Metafont - Microcode - MicroScript - MIIS - MillScript - MIMIC - Mirah - Miranda - MIVA Script | - ML - Moby - Model 204 - Modelica - Modula - Modula-2 - Modula-3 - Mohol - MOO - Mortran - Mouse - MPD - MSIL - deprecated name for CIL - MSL - MUMPS - Mystic llenguatge de programació (MPL) |

## N
| - NASM - NATURAL - Napier88 - Neko - Nemerle - nesC - NESL - Net.Data - NetLogo | - NetRexx - NewLISP - NEWP - Newspeak - NewtonScript - NGL - Nial - Nice - Nickle | - Nim - NPL - Not eXactly C (NXC) - Not Quite C (NQC) - NSIS - Nu - NWScript - NXT-G |

## O
| - o:XML - Oak - Oberon - OBJ2 - Object Lisp - ObjectLOGO - Object REXX - Object Pascal - Objective-C - Objective-J | - Obliq - OCaml - occam - occam-π - Octave - OmniMark - Onyx - Opa - Opal - OpenCL | - OpenEdge ABL - OPL - OPS5 - OptimJ - Orc - ORCA/Modula-2 - Oriel - Orwell - Oxygene - Oz |

## P
| - P′′ - P# - ParaSail (llenguatge de programació) - PARI/GP - Pascal - ISO 7185 - PCASTL - PCF - PEARL - PeopleCode - Perl - PDL - Perl6 - PHP - Phrogram - Pico - Picolisp - Pict - Pike - PIKT - PILOT | - Pipelines - Pizza - PL-11 - PL/0 - PL/B - PL/C - PL/I - ISO 6160 - PL/M - PL/P - PL/SQL - PL360 - PLANC - Plankalkül - Planner - PLEX - PLEXIL - Plus - POP-11 - PostScript | - PortablE - Powerhouse - PowerBuilder - Apl 4GL GUI. generador de Sybase - PowerShell - PPL - Processing - Processing.js - Prograph - PROIV - Prolog - PROMAL - Promela - PROSE modeling language - PROTEL - ProvideX - Pro*C - Pure - Python |

## Q
| - Q (equational programming language) - Q (llenguatge de programació de sistemes Kx) - Qalb | - QtScript - QuakeC | - QPL |

## R
| - R - R++ - Racket - RAPID - Rapira - Ratfiv - Ratfor - rc - REBOL | - Red - Redcode - REFAL - Reia - Revolution - rex - REXX - Rlab - RobotC | - ROOP - RPG - RPL - RSL - RTL/2 - Ruby - RuneScript - Rust |

## S
| - S - S2 - S3 - S-Lang - S-PLUS - SA-C - SabreTalk - SAIL - SALSA - SAM76 - SAS - SASL - Sather - Sawzall - SBL - Scala - Scheme - Scilab - Scratch - Script.NET - Sed - Seed7 | - Self - SenseTalk - SequenceL - SETL - SIMPOL - SIGNAL - SiMPLE - SIMSCRIPT - Simula - Simulink - SISAL - SLIP - SMALL - Smalltalk - Small Basic - SML - Snap! - SNOBOL (SPITBOL) - Snowball - SOL - Span - SPARK | - Speedcode - SPIN - SP/k - SPS - SQR - Squeak - Squirrel - SR - S/SL - Stackless Python - Starlogo - Strand - Stata - Stateflow - Subtext - SuperCollider - SuperTalk - Swift (llenguatge de programació d'Apple) - Swift (parallel scripting language) - SYMPL - SyncCharts - SystemVerilog |

## T
| - T - TACL - TACPOL - TADS - TAL - Tcl - Tea - TECO - TELCOMP - TeX | - TEX - TIE - Timber - TMG, compiler-compiler - Tom - TOM - TouchDevelop - Topspeed - TPU | - Trac - TTM - T-SQL - TTCN - Turing - TUTOR - TXL - TypeScript - Turbo C++ |

## U
| - Ubercode - UCSD Pascal - Umple | - Unicon - Uniface - UNITY | - Unix shell - UnrealScript |

## V
| - Vala - VBA - VBScript - Verilog - VHDL - Visual Basic | - Visual Basic .NET - Visual DataFlex - Visual DialogScript - Visual Fortran - Visual FoxPro - Visual J++ | - Visual J# - Visual Objects - Visual Prolog - VSXu - Vvvv |

## W
| - WATFIV, WATFOR - WebDNA - WebQL | - Windows PowerShell - Winbatch | - Wolfram - Wyvern |

## X
| - X++ - X# - X10 - XBL - XC (gestes XMOS architecture) | - xHarbour - XL - Xojo - XOTcl - XPL | - XPL0 - XQuery - XSB - XSLT - veure XPath - Xtend |

## Y
| - Yorick | - YQL |  |

## Z
| - Z notation - Zeno | - ZOPL | - ZPL |